# 空洞骑士：丝之歌
《空洞骑士：丝之歌》是一款由Team Cherry制作与发行的类银河战士恶魔城游戏，将在Windows、MacOS、Linux、PlayStation 4、PlayStation 5、任天堂Switch和Xbox Series X/S平台上发售。2019年2月，Team Cherry官方宣布该游戏将作为《空洞骑士》的续作推出。

## 游戏玩法
《空洞骑士：丝之歌》与其前作均为类银河战士恶魔城的平台游戏，要求玩家学习并利用各式各样的移动与战斗技巧来探索世界、击败敌人，但玩家的主控角色由小骑士改为了前作的女主角大黄蜂。
大黄蜂以针线为武器战斗，招式相较前作由骨钉劈砍与法术攻击构成的战斗系统有很大差异。玩家可以在地图各处收集丝线，并用于施放攻击技能和回复血量。玩家死亡后，死亡地点会留下一捆丝线，破坏后恰好能够补满丝线槽。玩家还能够制造各种道具，并运用到战斗当中。同时，游戏还将加入超过150种敌怪，丰富战斗体验。
任务系统也会加入游戏，要求玩家完成指定目标。任务至少会分为四类：狩猎、收集、寻路和大狩猎。

## 剧情
圣巢的公主兼守护者大黄蜂被一群不明来历的虫抓住并带到了一个“由丝与歌统治”的王国。为了探明自己被带到这个未知王国的原因，大黄蜂克服敌人的阻碍并解开重重谜题，踏上了通往王国之巅的朝圣之路。

## 开发
最初，《空洞骑士》的开发团队Team Cherry计划通过扩展内容包使大黄蜂成为第二个可操控角色，以兑现其Kickstarter众筹项目筹款目标达成后实现额外游戏内容的承诺。但随着开发的推进，Team Cherry发现扩展内容包已不足以容纳其庞大的体量，于是决定将这些内容开发成独立的游戏。
2019年2月14日，Team Cherry发布了《空洞骑士：丝之歌》的首个预告视频，还随之发布了一条开发者日记视频，公开了关于该游戏的部分信息。游戏将在Windows、MacOS、Linux和任天堂Switch平台上发布。
2019年3月，Team Cherry发布了游戏的更新信息，展示了将在《丝之歌》中出现的角色的相关图片与文字描述，同时还对支持续作开发的粉丝表示了感谢。在2019年电子娱乐展上，Team Cherry展示了该游戏的16分钟试玩版，其中包含了两个新的地图区域，名称分别为“Deep Docks”和“Moss Grotto”。
2019年12月，Team Cherry发布了《丝之歌》游戏的原声试听专辑，并发布了博文汇报开发进度，文中提及了三种新开发出的敌怪并简要介绍了它们的特点。
2022年6月，《丝之歌》在微软Xbox·贝塞斯达游戏发布会上确认将登陆Xbox Series X/S平台以及将加入微软Xbox Game Pass游戏订阅服务。虽然此次发布会并未确定其具体发售日期，但Xbox官方随后发布推文称游戏将在接下来的12个月内发布。2023年5月，《丝之歌》的宣发负责人Matthew Griffin发布推文，透露该作原计划于2023年上半年发布，但由于开发尚未结束而被推迟。
2022年9月，PlayStation官方发表推文，宣布《丝之歌》将会在PlayStation 4和PlayStation 5平台上发布。
根据Team Cherry在Google Drive对外公开的媒体宣传物料包当中的信息表，游戏团队目前专注于Windows、MacOS、Linux、任天堂Switch、PlayStation 5、Xbox Series X/S版本的开发，PlayStation 4版却并未提及。
2025年4月2日，《丝之歌》在任天堂NS2专场直面会上登场，确认游戏将会在2025年内于任天堂Switch 2上发布,《丝之歌》的宣发负责人Matthew Griffin随后发布推文，澄清《丝之歌》不止登陆NS2平台，再次确认游戏将会在任天堂Switch和任天堂Switch 2平台发售。